# Burgwall Bärwalde

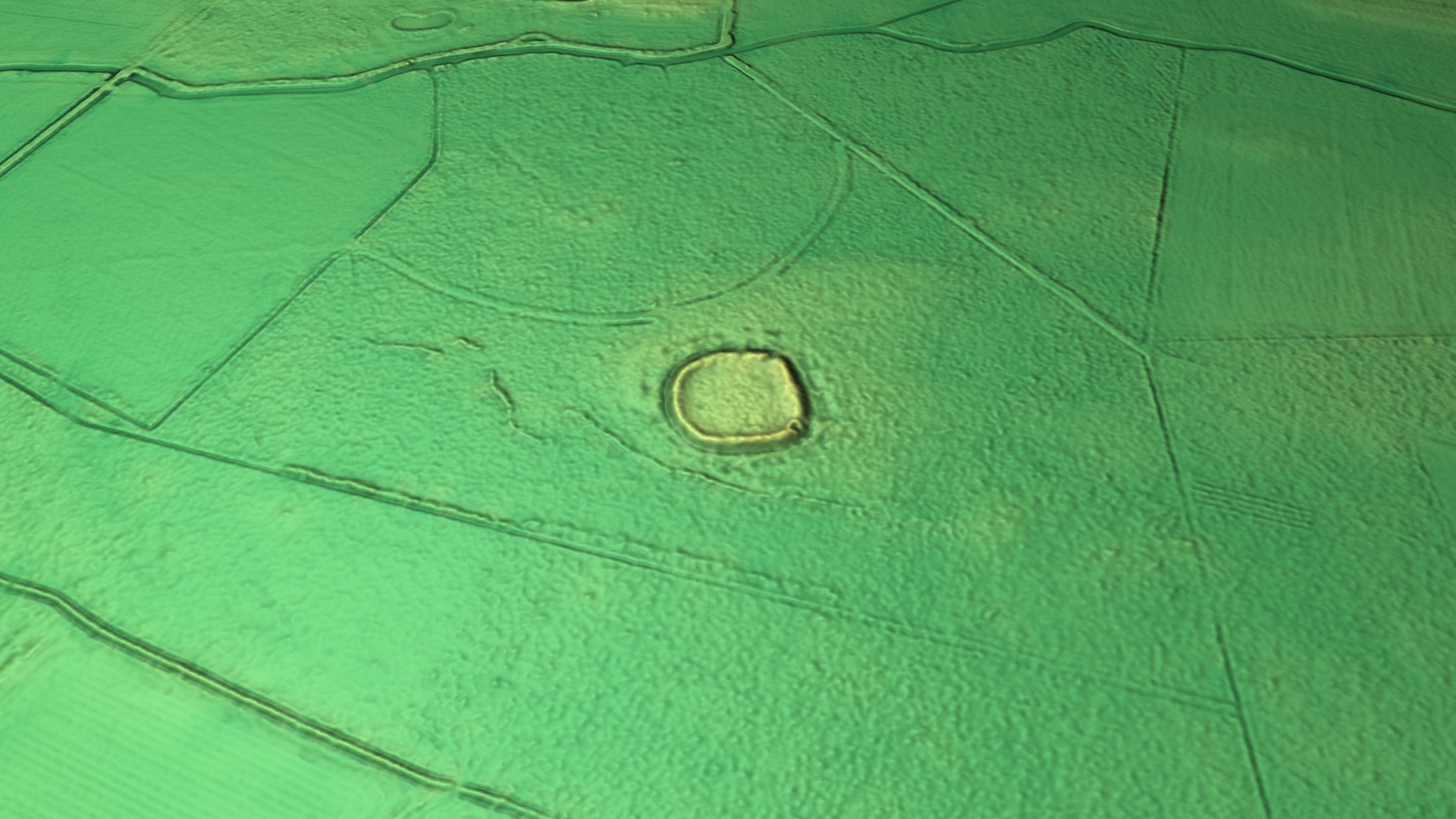
3D-Ansicht des digitalen Geländemodells

Bei dem Burgwall bei Bärwalde, einem Ortsteil der Gemeinde Niederer Fläming im Landkreis Teltow-Fläming in Brandenburg, handelt es sich um den Burgstall einer slawischen Niederungsburg, einen slawischen Burgwall. 
Das Bodendenkmal liegt gut einen Kilometer südlich des Ortes im Wald. Es handelt sich um einen ovalen Ringwall, der gut erhalten geblieben ist.
500 Meter weiter nordwestlich befindet sich eine mittelalterliche Burgruine, die ebenfalls einen slawischen Vorgängerbau gehabt haben muss. Dort fand man Keramikscherben aus dem 10. und 11. Jahrhundert. Möglicherweise war diese die Nachfolgeburg der Ringwallanlage.